# Magnus Norell

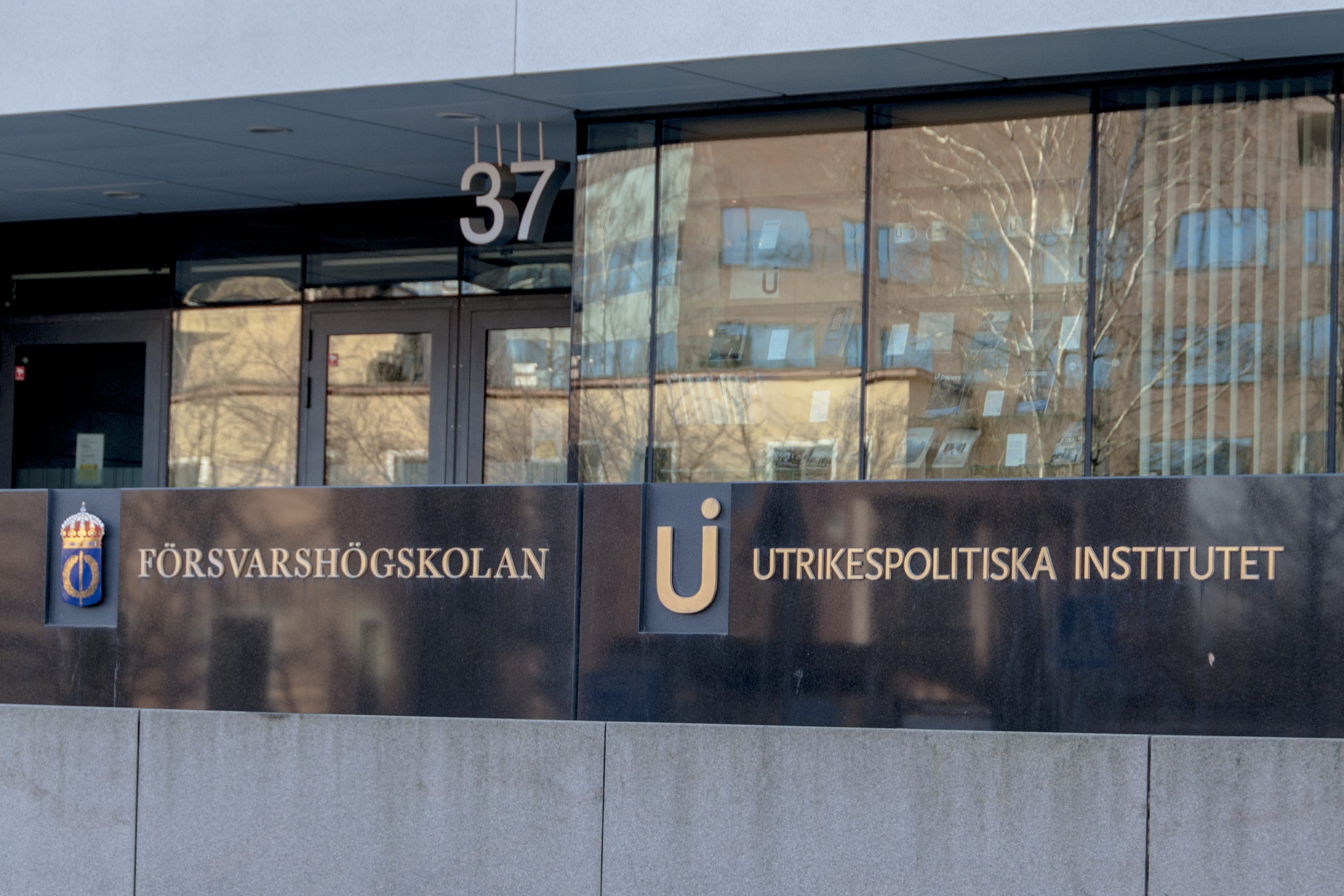
Norell har tidigare varit verksam vid både FHS och UI.

Hans Magnus Norell, född 27 september 1958 i Fors församling i Eskilstuna, Södermanlands län, är en svensk statsvetare. Hans forskning inriktar sig på frågor som rör terrorism, politiskt våld, demokratifrågor samt säkerhetspolitik i Mellanöstern och Centralasien (främst Afghanistan och Pakistan). Norell disputerade 1998 vid Stockholms universitet och har tidigare varit verksam vid Totalförsvarets forskningsinstitut (FOI), Försvarshögskolan (FHS), SÄPO och MUST samt har varit forskningsledare vid Utrikespolitiska Institutet. 2015 gav han ut boken Kalifatets återkomst: orsaker och konsekvenser, som enligt Norell själv svenska förlag vägrade ge ut. Norell är senior fellow vid opinionsinstitutet European Foundation for Democracy som är baserat i Bryssel och Berlin.

## Opinionsbildning
Norell är engagerad i den opinionsbildande bloggen Ledarsidorna där han sedan 2016 är återkommande krönikör.
Norell menar att det inte finns några större, islamiska (politiska eller religiösa) rörelser som kan agera som motpol till islamismen. Han menar också att de islamistiska rörelserna (främst Muslimska brödraskapet) strävar efter att uppnå kontroll över troende (i Europa) genom att erövra tolkningsföreträdet av islam inför majoritetssamhället, och att förespråka och genomdriva religiöst grundad segregering i de samhällen där de verkar.
| ” | Det intressanta eller märkvärdiga är inte att islamister i stort opportunistiskt utnyttjar systemet. Detta är logiskt för dem då de vill bestämma över och definiera vad islam är. Det är även logiskt på så vis att det tydligt delar upp samhället i muslimer och icke-muslimer. Segregation är eftersträvansvärt då det ger islamisterna fortsatt kontroll. | „ |

I Sverige menar Norell att denna tendens har förstärkts av svenska myndigheter, bland annat genom bidrag till islamistiska organisationer knutna till Muslimska brödraskapet. Norell kritiserar även västvärldens politiska ledare för att de hävdar att islam och islamism inte har med varandra att göra när han under sina resor i Nordafrika konstaterat att sambandet diskuteras öppet där. Norell anser att västvärlden borde stödja de islamiska reformister som vill modernisera religionen och separera den ifrån islamismen, då han anser att islamismen utgör den ideologiska grundpelaren till den Islamiska Staten och att endast militära insatser därför inte ensamma kan besegra rörelsen.

## RapportenMuslimska Brödraskapet i Sverige
Myndigheten för samhällsskydd och beredskap (MSB) gav bland andra Norell i uppdrag att göra en förstudie om Muslimska brödraskapet i Sverige. Den kritiserades av flera svenska forskare som arbetar med frågan som menade att rapporten hade grava vetenskapliga brister såsom källhänvisningar till egna debattinlägg och högerextrema sajter. Norell försvarade sig genom att fråga om kritikerna hade "rökt på". i Myndigheten tog avstånd från rapporten men fick skarp kritik för att ändå låta den ligga kvar. Men den underkändes som underlag för myndighetsutövning av Förvaltningsrätten i samband med att Myndigheten för ungdoms- och civilsamhällesfrågor hänvisat till den, i samband med avslagsbeslut för Sveriges unga muslimer. Norell menade att detta var en kampanj mot rapporten och personalen vid myndigheten från islamister: "Det är en känd strategi även om det är första gången det händer i Sverige". Myndigheten valde att avsluta samarbetet med Norell, men drog inte tillbaka rapporten och ska fortsätta undersöka muslimsk extremism/islamistisk terrorism.